# Mecometopus femoralis
Mecometopus femoralis là một loài bọ cánh cứng trong họ Cerambycidae.